# Marcha del Güell a Lluc a pie

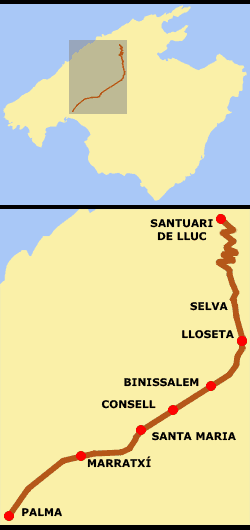
Recorrido respecto a la isla de Mallorca.

Del Güell a Lluc a pie (en catalán Marxa des Güell a Lluc a peu), es una marcha que se realiza cada año en el primer sábado del mes de agosto en la isla española de Mallorca.

## Historia
El 17 de julio de 1974 un grupo de amigos decidió emprender una marcha desde el hoy desaparecido bar Güell hacia el Monasterio de Lluc para agradecer a la virgen que allí se venera —y la cual es patrona de Mallorca—, que una niña saliera ilesa en un accidente.
Un día después, el 18 de julio de 1974, comenzó la primera marcha Del Güell a Lluc a pie en la cual participaron alrededor de treinta personas.
En los siguientes cinco años se repitió sin aumentar apenas el número de marchadores, pero en el año 1980, y gracias a que la caja de ahorros de Baleares Sa Nostra patrocinó el evento y lo publicitó de forma masiva en los medios de comunicación, la marcha incrementó considerablemente el número de participantes, aumentando cada año progresivamente hasta llegar a las 40.000 personas que la recorren en la actualidad.
El 6 de agosto de 1993 se inauguró el kilómetro cero delante del antiguo bar Güell. La ceremonia contó con la asistencia de los Reyes de España que dieron la señal de partida.

## Características
La marcha comienza a las once de la noche del primer sábado de agosto en la plaza Güell, en la antigua ubicación del bar Güell. El santuario de Lluc dista  unos 46 kilómetros y la media de tiempo para recorerrlos es de 8 a 13 horas. El Monasterio de Lluc se encuentra en el centro de la Sierra de Tramontana, a unos 430 metros de altitud. Aproximadamente, la mitad del camino es plano, y la otra ascendente, acentuándose la pendiente a medida que se aproxima la meta. Durante toda la marcha se camina por carretera asfaltada.
A lo largo del recorrido, los participantes pueden recuperar fuerzas en varios puntos médicos y de avituallamiento que se instalan a lo largo del recorrido. 
Una variante más ligera es la organizada por el ayuntamiento de Marrachí, que consiste en desplazarse en autobús desde el municipio hasta Inca y desde allí, iniciar la peregrinación a pie hasta Lluc.

## Ruta
Palma de Mallorca - Marrachí - Santa María del Camino - Consell - Binisalem - Lloseta - Biniamar - Selva - Caimari - Escorca (Lluc)

## Otras peregrinaciones similares
- También en otros lugares de España se realizan peregrinaciones similares, tal es el caso de la Caminata a Candelaria celebrada en Tenerife (al igual que en Lluc en el mes de agosto) en honor a la patrona de las Islas Canarias, la Virgen de Candelaria.[1]